# Клитоцибула
Клитоци́була (лат. Clitocybula) — род грибов семейства Негниючниковые (Marasmiaceae).

## Описание
- Шляпка выпуклой, плоской, вдавленной или воронковидной формы, по крайней мере в центральной части покрытая мелкими чешуйками, гигрофанная или негигрофанная, в молодом возрасте с подвёрнутым краем. Пластинки приросшие к ножке или нисходящие на неё. Гифы пластинок параллельны.
- Ножка тонкая, жёсткая или хрупкая.
- Мякоть тонкая, жёсткая или ломкая, у большинства видов без особого вкуса и запаха.
- Споровый порошок беловатого или кремового цвета. Споры гладкие, амилоидные, шаровидной, яйцевидной или эллиптической формы. Пилеоцистиды и каулоцистиды присутствуют у всех видов, хейлоцистиды — лишь у некоторых, плевроцистиды отсутствуют вовсе.

Произрастают группами, на древесных остатках. Древесные сапротрофы.

## Таксономия

### Синонимы
- Fayodia subg. Clitocybula Singer, 1943

### Виды
- Clitocybula abundans (Peck) Singer, 1962
- Clitocybula aperta (Peck) Singer, 1962
- Clitocybula atrialba (Murrill) Singer, 1954
- Clitocybula azurea Singer, 1973
- Clitocybula canariensis Barrasa, Esteve-Rav. & Dähncke, 2006
- Clitocybula compressipes (Peck) Raithelh., 1980
- Clitocybula cyanocephala (Pat.) Singer, 1979
- Clitocybula dryadicola Kühner, 1983
- Clitocybula dusenii (Bres.) Singer ex Singer, 1962
- Clitocybula esculenta Nagas. & Redhead, 1988
- Clitocybula familia (Peck) Singer, 1954 — Клитоцибула семейная
- Clitocybula globispora (Raithelh.) Raithelh., 1983
- Clitocybula grisella (G. Stev. & G.M. Taylor) E. Horak, 1971
- Clitocybula intermedia (Kauffman) Raithelh., 1979
- Clitocybula kalchbrenneri (Bres.) Raithelh., 1979
- Clitocybula lacerata (Scop.) Singer ex Métrod, 1952 — Клитоцибула изорванная
- Clitocybula mellea Singer, 1954
- Clitocybula oculata (Murrill) H.E. Bigelow, 1973
- Clitocybula oculus (Peck) Singer, 1962
- Clitocybula omphaliiformis Pegler, 1977
- Clitocybula paropsis Raithelh., 1990
- Clitocybula taniae Vila 2002
- Clitocybula tarnensis (Speg.) Singer, 1954
- Clitocybula tilieti (Singer) Singer ex Singer, 1962